# Férfi magasugrás a 2005. évi nyári európai ifjúsági olimpiai fesztiválon
A 2005. évi nyári európai ifjúsági olimpiai fesztiválon az atlétikai versenyszámokat Lignano Sabbiadoróban rendezték. A férfi magasugrás selejtezőjét július 4.-én, a döntőt pedig július 6.-án rendezték.

## Selejtező
| H  | Név                   | Nemzet             | E    | Mj |
| -- | --------------------- | ------------------ | ---- | -- |
| 1  | Bohdan Bondarenko     | Ukrajna            | 2.05 | Q  |
| 2  | Riccardo Cecolin      | Olaszország        | 2.05 | Q  |
| 3  | Mikel Jiménez         | Spanyolország      | 2.05 | Q  |
| 4  | Darius Raminas        | Litvánia           | 2.01 | q  |
| 5  | Niko Kyyhkynen        | Finnország         | 2.01 | q  |
| 6  | Pawel Tarnowski       | Lengyelország      | 2.01 | q  |
| 7  | Mustafa Onur Demir    | Törökország        | 2.01 | q  |
| 8  | Heiki Saaver          | Észtország         | 2.01 | q  |
| 9  | Nikólaos Delavekouras | Görögország        | 1.99 | q  |
| 10 | Xavier Chalon         | Belgium            | 1.96 | q  |
| 10 | Tino Martin           | Németország        | 1.96 | q  |
| 10 | João Pedro Almeida    | Portugália         | 1.96 | q  |
| 13 | Andrei Ghetman        | Moldova            | 1.96 |    |
| 14 | Dragos Samoila        | Románia            | 1.96 |    |
| 15 | Tedi Husaric          | Horvátország       | 1.96 |    |
| 16 | Richard Levillain     | Franciaország      | 1.93 |    |
| 17 | Petar Ivanov          | Bulgária           | 1.93 |    |
| 17 | Martin Kalafus        | Szlovákia          | 1.93 |    |
| 19 | Andrey Yesipko        | Oroszország        | 1.90 |    |
| -  | Darren Hammond        | Egyesült Királyság | -    | NM |

## Döntő
| H     | Név                   | Nemzet        | E    | Mj |
| ----- | --------------------- | ------------- | ---- | -- |
| Arany | Riccardo Cecolin      | Olaszország   | 2.14 |    |
| Ezüst | Bohdan Bondarenko     | Ukrajna       | 2.12 |    |
| Bronz | Darius Raminas        | Litvánia      | 2.12 |    |
| 4     | Mikel Jiménez         | Spanyolország | 2.12 |    |
| 5     | Tino Martin           | Németország   | 2.06 |    |
| 6     | Mustafa Onur Demir    | Törökország   | 2.01 |    |
| 7     | Pawel Tarnowski       | Lengyelország | 2.01 |    |
| 8     | Niko Kyyhkynen        | Finnország    | 1.95 |    |
| 9     | Nikólaos Delavekouras | Görögország   | 1.95 |    |
| 10    | Xavier Chalon         | Belgium       | 1.90 |    |
| 10    | João Pedro Almeida    | Portugália    | 1.90 |    |
| -     | Heiki Saaver          | Észtország    | -    | NM |